# Повість про вбивство Андрія Боголюбського
Повість про вбивство Андрія Боголюбського — пам'ятка літератури Кивської Русі 2-ї половини 12 століття, в якій розповідається про вбивство володимиро-суздальського князя Андрія Боголюбського боярами-змовниками.

## Загальні відомості
Андрій Боголюбський (бл. 1110—1174), другий син Юрія Долгорукого від половецької князівни, з 1158 року великий князь Владимирський і Суздальський, відомий прагненням відокремити Залісся від Русі під верховенством володимирських князів. Загинув у результаті двірцевої змови у своїй резиденції Боголюбове (князівське село неподалік від Володимира). Оповідь про цю подію містить багато конкретних подробиць (підтверджених згодом і розкопками могили князя), що видають в авторі очевидця описуваних подій. Тому можливим автором  називають одну з діючих осіб Повісті, зображену в ній прихильником князя та його політичної лінії
- ігумена Феодула (М. Д. Приселков), що найменш ймовірно (хоча саме під його керівництвом складалося 1177 року Літописне зведення, що включило у свій склад Повість);
- Кузьмищу киянина (В. П. Адріанова-Перетц, Б. О. Рибаков),
- слугу князя чи одного з майсторових («златокузнец»), запрошених Андрієм на будівництво Боголюбова;
- вихідця з Вишгорода, голову капітулу Успенського собору у Володимирі Микулу (Н. Н. Воронін), що був автором і інших творів, у тому числі, можливо, і широко відомого «Сказання про ікону Богоматері Владимирської» (деякі частини цього тексту ввійшли і до складу Повісті).
- Особливо ймовірним видається автор основної частини Повісті Микула — супротивник усобиць і боярської знаті, винної в убивстві князя, прихильник володимирських городян, що у Повісті представлені основною рушійною силою позитивних подій.

Автор орієнтувався на українські біографічні повісті XI-XII ст., з наслідуваннями чи прямими цитатами з житій Володимира, Бориса і Гліба.
У Повісті чітко і послідовно проведене протиставлення Києва — Володимиру, Боголюбова — Вишгороду, Золотих і Срібних воріт руського міста — таким же воротам заліського, страждання Андрія — стражданням Бориса і Гліба тощо (аж до змішання назв Києва і Володимира в тексті народного плачу). Повний текст Повісті збережений у Іпатіївському літописі під 1175 роком написаний киянином і для киян, тоді як у Володимирському літописному зведенні 1177 року, відомому нам по Лаврентіївському літопису, поміщений скорочений і перероблений її варіант; отже, через три роки після описуваних подій Повісті уже була відома літописцеві; за деякими міркуваннями, вона могла бути написана між серединою 1175 і серединою 1176 років. У Повісті уміло сполучаються дві лінії: мирська земна, подана в дії, і церковна, духовна, подана в міркуваннях князя і коментарях автора. Психологічні деталі оповідання й образна народна мова перекривають навмисно ідеалізований образ князя, навіяний житійною традицією; дії живого князя не збігаються з «роз'ясненнями» автора у відношенні до них; враження таке, начебто Повість написана двома авторами (А. М. Насонов припускає, що варіант Іпатіївського літопису розширений, порівняно з початковою тенденцією); крім того, на композицію і стилістику Повісті вплинула традиційна поетика жанрів, використаних у цьому синкретичному творі, тобто житія, урочисті «слова» і народні плачі.